# Info-14
Info-14 var en nynazistisk tidskrift grundad i april 1995. Mellan maj 2000 och januari 2011 utgavs den som  webbtidning och började uppträda som ett politiskt nätverk. Tidskriften startades som en sammanhållande faktor inom gruppen Stockholms unga nationalsocialister (SUNS) med Robert Vesterlund, tidigare sverigedemokrat och ordförande för Sverigedemokratisk Ungdom, som redaktör. Enligt tidskriftens tioårskrönika i maj 2005 producerades de första numren på Sverigedemokraternas partikansli i Stockholm, där mångfaldigandet skedde på kopiator. Talet 14 i namnet kommer från David Lanes fjorton ord.
Webbplatsen lades ner 6 januari 2011. Vid nedläggningen överfördes Info-14:s artikelarkiv på cirka 4 500 artiklar till Svenskarnas partis nättidning Realisten.
Efter att SUNS bytt namn till Nationella Alliansen 1996 startade Info-14 en sabotagekampanj mot den antirasistiska tidskriften Expo.[källa behövs] Så småningom upplöstes Nationella Alliansen efter att Christopher Rangne lämnat sin post, men Robert Vesterlund fortsatte utgivningen som oberoende tidning. Nätverket kring Info-14 var även initiativtagare till Salemfonden, arrangören av Salemmarschen.
Info-14 hyllade Malexandermorden och bevakades av SÄPO.